# Менслаге
Менслаге (на немски: Menslage) е община в окръг Оснабрюк в Долна Саксония, Германия, с 2462 жители (2015).